# Алес (округ)
Округ Алес (фр. Arrondissement d'Alès) — округ у Франції, в департаменті Гар. 2023 року округ об'єднував 96 муніципалітетів, населення становило 151 942 особи.
Адміністративний центр (супрефектура) — Алес.

## Муніципалітети
Список муніципалітетів округу та їхні коди INSEE:
1. Алес (30007)
2. Аллегр-ле-Фюмад (30008)
3. Андюз (30010)
4. Багар (30027)
5. Баржак (30029)
6. Бессеж (30037)
7. Боннво (30044)
8. Бордезак (30045)
9. Брану-ле-Таяд (30051)
10. Бриньон (30053)
11. Брузе-лез-Алес (30055)
12. Буассе-е-Гожак (30042)
13. Буке (30048)
14. Букуаран-е-Нозьєр (30046)
15. Вабр (30335)
16. Везенобр (30348)
17. Ганьєр (30120)
18. До (30101)
19. Езе (30109)
20. Женерарг (30129)
21. Женолак (30130)
22. Кастельно-Валанс (30072)
23. Конкуль (30090)
24. Корбес (30094)
25. Крюв'є-Ласкур (30100)
26. Куррі (30097)
27. Ла-Вернаред (30345)
28. Ла-Гран-Комб (30132)
29. Лаваль-Прадель (30142)
30. Ламелуз (30137)
31. Ле-Маж (30152)
32. Ле-Мартіне (30159)
33. Ле-План (30197)
34. Ле-Саль-дю-Гардон (30307)
35. Лезан (30147)
36. Малон-е-Ельз (30153)
37. Мартіньярг (30158)
38. Массан (30161)
39. Массіярг-Аттюеш (30162)
40. Межанн-ле-Клап (30164)
41. Межанн-лез-Алес (30165)
42. Мейранн (30167)
43. Мольєр-сюр-Сез (30171)
44. Мон (30173)
45. Монтей (30177)
46. М'яле (30168)
47. Навасель (30187)
48. Нер (30188)
49. Ожак (30022)
50. Пейремаль (30194)
51. Понтей-е-Брезі (30201)
52. Порт (30203)
53. Потельєр (30204)
54. Рибот-ле-Таверн (30214)
55. Рив'єр (30215)
56. Робіак-Рошсадуль (30216)
57. Рошгюд (30218)
58. Руссон (30223)
59. Салендр (30305)
60. Сандрас (30077)
61. Сейн (30320)
62. Сен-Бонне-де-Саландринк (30236)
63. Сен-Бре (30237)
64. Сен-Віктор-де-Малька (30303)
65. Сен-Дені (30247)
66. Сен-Жан-де-Сейрарг (30264)
67. Сен-Жан-де-Марюежоль-е-Авежан (30266)
68. Сен-Жан-де-Серр (30267)
69. Сен-Жан-де-Валерискль (30268)
70. Сен-Жан-дю-Гар (30269)
71. Сен-Жан-дю-Пен (30270)
72. Сен-Жульєн-де-Кассаньяс (30271)
73. Сен-Жульєн-ле-Розьє (30274)
74. Сен-Жуст-е-Вак'єр (30275)
75. Сен-Ілер-де-Бретмас (30259)
76. Сен-Іпполіт-де-Катон (30261)
77. Сен-Кристоль-лез-Алес (30243)
78. Сен-Мартен-де-Вальгальг (30284)
79. Сен-Морис-де-Казев'єй (30285)
80. Сен-Поль-ла-Кост (30291)
81. Сен-Приват-де-Шамкло (30293)
82. Сен-Приват-де-В'є (30294)
83. Сен-Себастьян-д'Егрефей (30298)
84. Сен-Сезер-де-Гозіньян (30240)
85. Сен-Флоран-сюр-Озонне (30253)
86. Сенешас (30316)
87. Сент-Амбруа (30227)
88. Сент-Етьєнн-де-л'Ольм (30250)
89. Сент-Круа-де-Кадерль (30246)
90. Сент-Сесіль-д'Андорж (30239)
91. Сервас (30318)
92. Сустель (30323)
93. Таро (30327)
94. Торнак (30330)
95. Туарас (30329)
96. Шамбон (30079)
97. Шамбориго (30080)